# Bitwa pod Kojdanowem

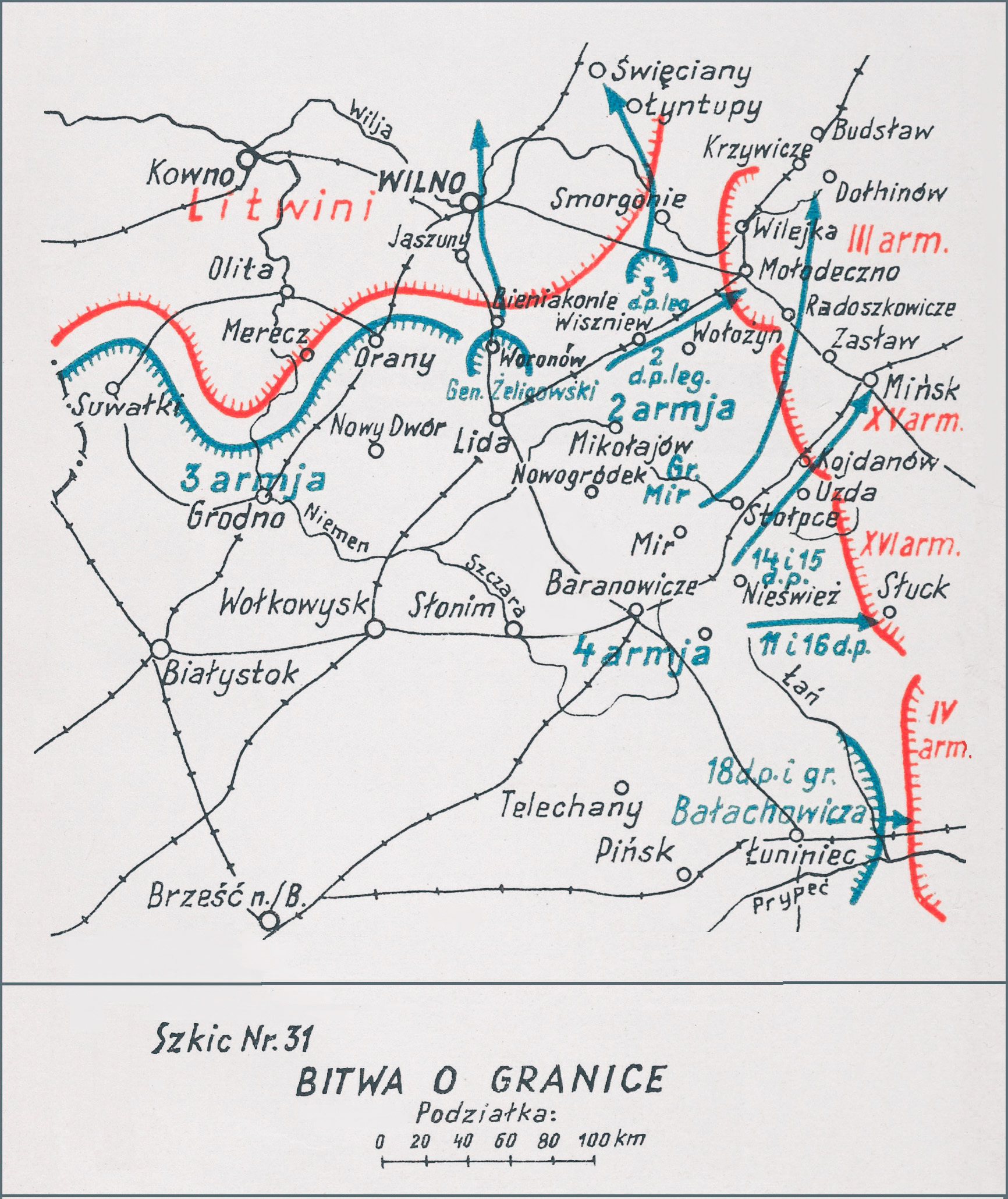
Adam Przybylski
Wojna polska 1918–1921

Bitwa pod Kojdanowem – walki polskiego 58 pułku piechoty mjr. Pawła Chroboka z oddziałami sowieckiej 27 Dywizji Strzelców w czasie ofensywy jesiennej 1920 wojsk polskich w okresie wojny polsko-bolszewickiej.

## Sytuacja ogólna
Po wielkiej bitwie nad Wisłą, Naczelne Dowództwo Wojska Polskiego zreorganizowało struktury wojskowe; zlikwidowało między innymi dowództwa frontów i rozformowało 1. i 5. Armię. Na froncie przeciwsowieckim rozwinięte zostały 2., 3., 4. i 6. Armia.
10 września, na odprawie w Brześciu ścisłych dowództw 2. i 4 Armii, marsz. Józef Piłsudski nakreślił zarys planu nowej bitwy z wojskami Frontu Zachodniego Michaiła Tuchaczewskiego. Rozpoczęły się prace sztabowe nad planem bitwy niemeńskiej.
Toczona w dniach 20–28 września operacja zakończyła się dużym sukcesem militarnym Wojska Polskiego.
Jeszcze w nocy z 25 na 26 września sztab Naczelnego Wodza przygotował dokumenty do kolejnej fazy operacji. Jej celem było wykonanie manewru okrążającego i ostateczne pobicie wojsk sowieckiego Frontu Zachodniego.
W zasadzie rozegrana w dniach 28–29 września bitwa pod Lidą była zakończeniem kolejnego etapu walk. Bezpośrednio po niej polskie dywizje przystąpiły do pościgu za pobitym nieprzyjacielem. Pościg ten objął rozległy front od Niemna na północy, aż po Prypeć na południu.
Z 2 Armii gen. Edwarda Śmigłego-Rydza wydzielono grupę pościgową „Mir” pod dowództwem pułkownika Stefana Dęba-Biernackiego w składzie: 1 Dywizja Piechoty Legionów oraz 2. i 4 Brygada Jazdy, która przekroczywszy Niemen na południowy wschód od Lidy, parła przez Nowogródek ku linii kolejowej Baranowicze – Mińsk, starając się zepchnąć sowiecką 15 Armię Augusta Korka i resztki 3 Armii Władimira Łazariewicza z drogi odwrotu na Mińsk.
Polska 4 Armia gen. Leonarda Skierskiego parła czołowo i spychała 15 Armię na Mińsk i 16 Armię Nikołaja Sołłohuba na Słuck.
Grupa generała Franciszka Krajowskiego w składzie 18 Dywizja Piechoty i grupa Bałachowicza szła od Pińska przez Łuniniec ku rzece Łań, odrzucając stojące przed nią oddziały sowieckiej 4 Armii Aleksandra Szuwajewa.
Osiągnięta w pościgu 9 października przez polską 4 Armię linia frontu biegła wzdłuż rzeki Łań (grupa gen. Krajowskiego), przez Kłeck i Nieśwież (11. i 16 Dywizja Piechoty) do Niemna pod Stołpcami (14. i 15 Dywizja Piechoty).
14 Dywizja Piechoty przygotowywała się do natarcia na Mińsk.

## Walki pod Kojdanowem
Wobec mającego nastąpić wkrótce rozejmu, wojska polskie dążyły do zajęcia korzystnej linii frontu. 9 października, dotychczas stojący w Nieświeżu i stanowiący odwód 14 Wielkopolskiej Dywizji Piechoty, 58 pułk piechoty mjr. Pawła Chroboka otrzymał rozkaz wymarszu na Kojdanów.
Wzmocniony dwiema bateriami 14 pułku artylerii polowej i szwadronami 15 pułku ułanów, 58 pułk piechoty przyjął następujące ugrupowanie marszowe:
lewą kolumnę stanowiły: I i II bataliony 58 pp oraz 1 bateria 14 pap, co dawało siły około 1100 żołnierzy i 4 działa,
prawą: IIl/58 pp, 15 pułk ułanów oraz 7 bateria 14 pap, co stanowiło 650 żołnierzy i 4 działa.

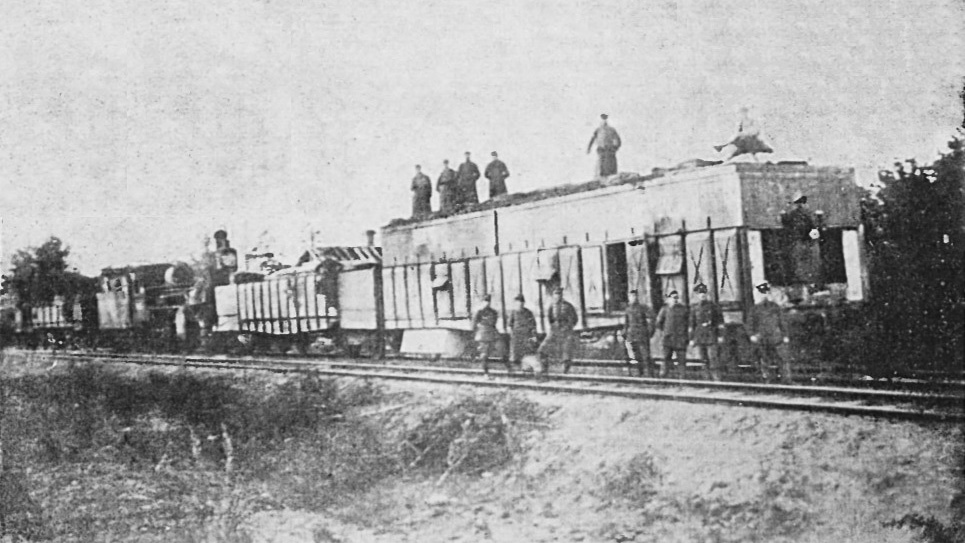
Sowiecki pociąg pancerny z okresu wojny 1919–1920 zdobyty przez żołnierzy 14 DP

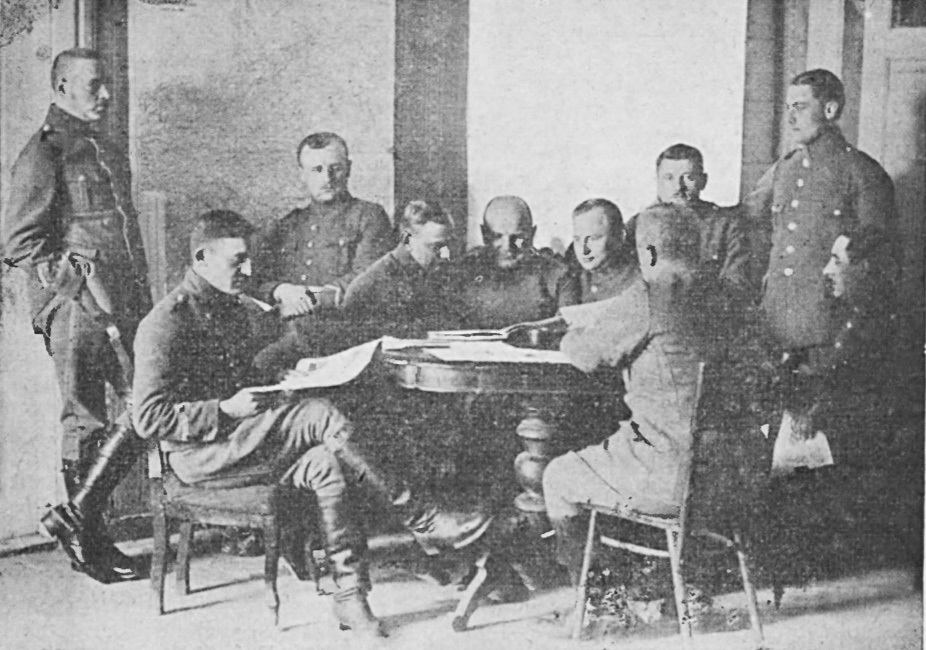
Sztab 58 pp w 1920 r.

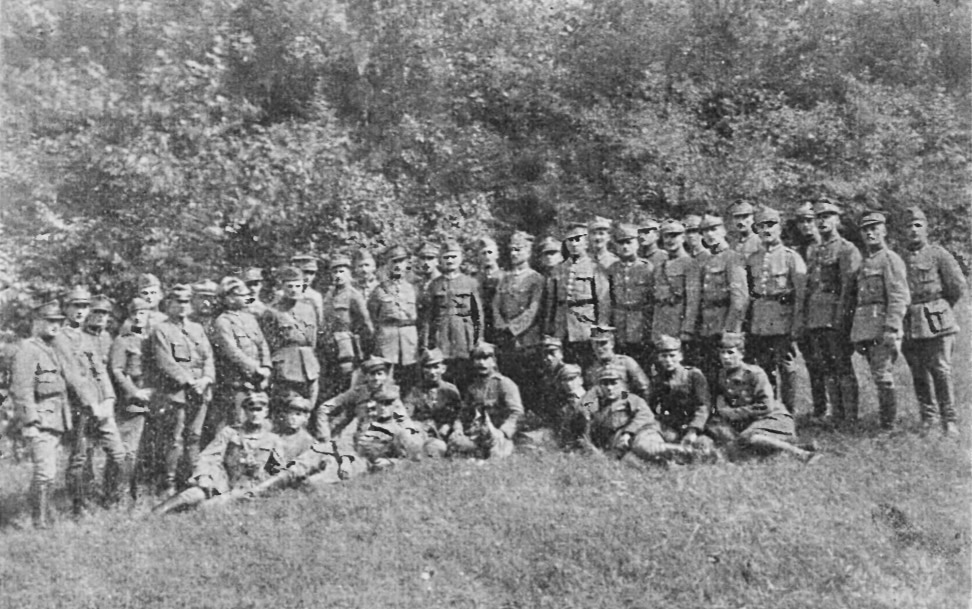
Mjr Paweł Chrobok wśród oficerów 58 pp w sierpniu 1920

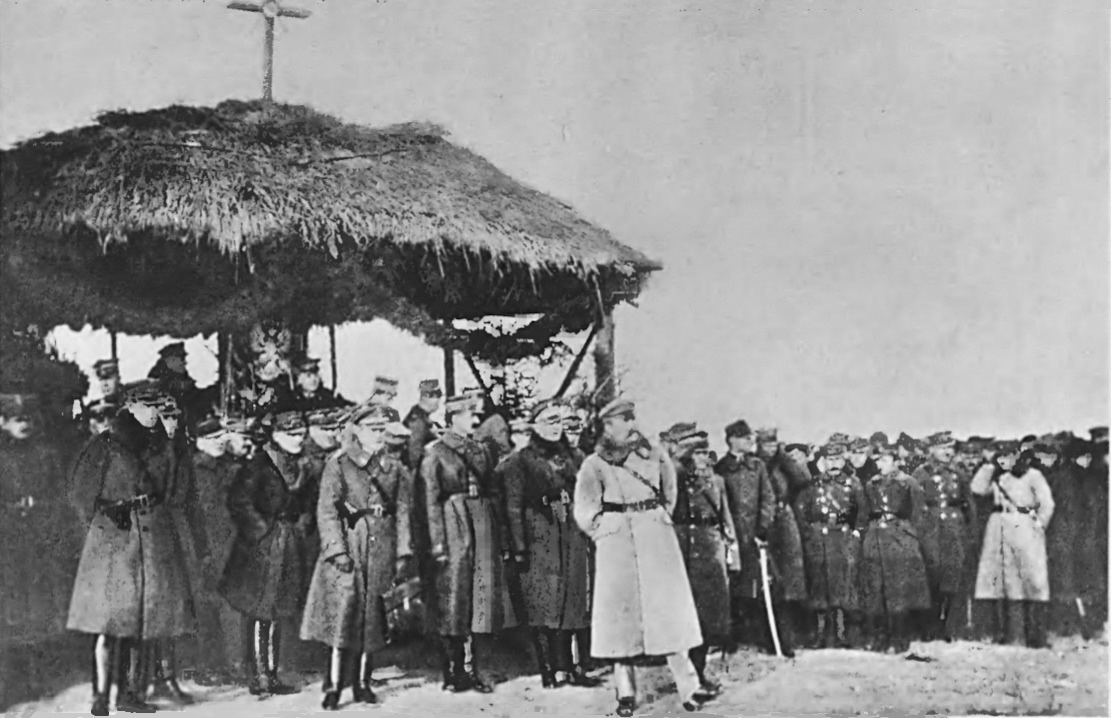
Naczelny Wódz Józef Piłsudski przemawia przed dekoracją chorągwi pułków 14 DP Krzyżem Srebrnym Orderu Virtuti Militari; Zelwa, 6 grudnia 1920

W tym czasie Kojdanów obsadziły trzy, uzupełnione rekrutami, pułki sowieckiej 81 Brygady Strzelców. Sowieci szykowali się do natarcia, a ich celem było odrzucenia Polaków na linię Niemna.
Wieczorem 10 października dowództwo 14 Wielkopolskiej Dywizji Piechoty wydało rozkaz wstrzymania marszu. W tym czasie lewa kolumna pułku doszła już pod Kojdanów. Major Chrobok podjął decyzję wykorzystania elementu zaskoczenia i nocnego uderzenia na miasto. Dwie kompanie, 5 i 7 miały obejść Kojdanów od wschodu, opanować stację kolejową, a następnie uderzyć na miasto jednocześnie z I batalionem atakującym od zachodu. Około 1.00 11 września obie kompanie bez wystrzału zajęły dworzec, biorąc do niewoli śpiącą placówkę 241 pułku strzelców. Chwilę później do walki weszły pozostałe kompanie II batalionu.
Mimo początkowego zaskoczenia, uznawana za jedną z najlepszych dywizji Armii Czerwonej 27 Dywizja Strzelców Witowta Putny potrafiła zorganizować skuteczną obronę, a polska piechota musiała zdobywać szturmem kolejne budynki, zaciekle bronione przez sowieckich strzelców. Wykorzystywane w walce granaty ręczne przechyliły szalę zwycięstwa na stronę polską. Wycofujące się z miasteczka pododdziały 241 pułku strzelców wpadły w ciemnościach na kolumny 242 ps, spieszące im z pomocą. Ciemności sprawiły też, że i Polacy nie podjęli pościgu, a Sowietom udało się opanować zamieszanie i wyprowadzić kontratak. Jednak kompanie II batalionu nie tylko powstrzymały napór sowieckiej 81 Brygady Strzelców, ale same uderzyły i odrzuciły Sowietów do okolicznych lasów. W tym czasie I batalion likwidował ostatnie punkty oporu okrążonych w Kojdanowie pododdziałów 241 pułku strzelców. Jeszcze tej samej nocy dowództwo sowieckie wprowadziło do walki 243 pułk strzelców. Podczas jednego z ataków, grupa czerwonoarmistów zdołała wedrzeć się do Kojdanowa przez lukę w obronie polskiej, ale odwodowa 8 kompania zlikwidowała włamanie.
Po niepowodzeniu nocnych ataków, około 9.00 ruszyło natarcie sił głównych 27 Dywizji Strzelców, połączone z podwójnym oskrzydleniem od północnego wschodu i południowego zachodu. Czerwonoarmiści 80. 23. i 24 Brygada Strzelców atakowali w kilku falach, a szerokość ich tyralier dochodziła do siedmiu kilometrów. Strzelców wspierały trzy baterie artylerii, dwa samochody pancerne oraz pociąg pancerny.
Doskonale strzelająca 1 bateria 14 pap i broń maszynowa polskich batalionów zadawały nieprzyjacielowi duże straty, ale jego przewaga liczebna była tak duża, że sowieckie natarcie posuwało się naprzód. Po godzinnej walce polska kompania, złożona z rekrutów wcielonych podczas postoju w Nieświeżu, zaczęła się cofać. Cofały się też pozostałe kompanie.
O 11.00 na pole walki przybyły posiłki: dowódca 14 DP odesłał do dyspozycji dowódcy pułku III/58 pp z 7 baterią 14 pułku artylerii polowej. Kontratak wyprowadzony siłami III batalionu nie przyniósł jednak spodziewanych rezultatów, a 58 pułk piechoty z wielkim trudem utrzymywał się na zachodnim skraju miasta. Jednakże wobec zagrożenia skrzydeł, musiał wycofać się na zachód. W pułku odczuwano też dotkliwie brak amunicji. Zajmujące stanowiska pod lasem 1. i 7 bateria 14 pap miały zaledwie po kilka pocisków na działo. Doskonałe wyszkolenie artylerzystów sprawiło jednak, że ogień armat na wprost z małej odległości powstrzymał atakujących czerwonoarmistów.
Wykorzystał to mjr Chrobok i rzucił do kontrataku wszystkie posiadane siły.
Polscy żołnierze nacierali z dużym impetem, a zaskoczeni Sowieci nie potrafili zorganizować skutecznej obrony i rozpoczęli odwrót. Około 12.00 odzyskano Kojdanów i pozycje wokół miasta. W tym czasie do działania weszła 15 Wielkopolska Dywizja Piechoty i zagroziła lewemu skrzydłu sowieckiej dywizji. Pobita 27 Dywizja Strzelców wycofała się, otwierając Polakom drogę na Mińsk.
W rejonie Kojdanowa zaczęła koncentrować się cała 14 Wielkopolska Dywizja Piechoty, przygotowująca się do bitwy nad Ptyczą.

## Bilans walk
Zwycięstwo w bitwie pod Kojdanowem 58 pułk piechoty okupił stratą około 160 poległych i rannych oraz 30 jeńców. Sowieci stracili blisko 400 poległych i ciężko rannych, a 300 dostało się do polskiej niewoli.